# Cécile Paoli
Cécile Paoli é uma atriz francesa, é conhecida na televisão britânica pelas séries Sharpe, Bergerac e City Holby.